# Diehlstadt
Diehlstadt és una població dels Estats Units a l'estat de Missouri. Segons el cens del 2000 tenia 163 habitants.

## Demografia
Segons el cens del 2000, Diehlstadt tenia 163 habitants, 61 habitatges, i 48 famílies. La densitat de població era de 786,7 habitants per km².
Dels 61 habitatges en un 37,7% hi vivien nens de menys de 18 anys, en un 62,3% hi vivien parelles casades, en un 9,8% dones solteres, i en un 21,3% no eren unitats familiars. En el 19,7% dels habitatges hi vivien persones soles l'11,5% de les quals corresponia a persones de 65 anys o més que vivien soles. El nombre mitjà de persones vivint en cada habitatge era de 2,67 i el nombre mitjà de persones que vivien en cada família era de 2,98.
Per edats la població es repartia de la següent manera: un 28,8% tenia menys de 18 anys, un 8,6% entre 18 i 24, un 30,1% entre 25 i 44, un 22,1% de 45 a 60 i un 10,4% 65 anys o més.
L'edat mediana era de 36 anys. Per cada 100 dones de 18 o més anys hi havia 93,3 homes.
La renda mediana per habitatge era de 24.375 $ i la renda mediana per família de 26.667 $. Els homes tenien una renda mediana de 26.250 $ mentre que les dones 17.917 $. La renda per capita de la població era de 15.164 $. Entorn del 8,3% de les famílies i el 13,9% de la població estaven per davall del llindar de pobresa.

## Poblacions properes
El següent diagrama mostra les poblacions més properes.